# Форе
Форе, або Ворст (нід. Vorst МФА: [vɔrst] вимоваⓘ, фр. Forest МФА: [fɔʀɛ])  — одна з дев'ятнадцяти комун, що утворюють Брюссельський столичний регіон Бельгії. Займає площу 6,25 км ². Населення комуни становить 51838 особи (2011 рік).

## Назва
Населений пункт виник у Суаньському лісі, на територіях, що належали герцогу Брабанту й називалися Ворстбос (Vorstbosch — «герцогський ліс», від слів «vorst» — герцог, фюрст, князь та «bos» — ліс). Звідси й походить назва комуни. Пізніше у церковних документах місцевість називалася Forestrum.

## Географія
Рельєф місцевості, на якій розташована комуна, характеризується вираженим нахилом, що підвищується у напрямку з заходу на схід. Найвища точка комуни знаходиться на висоті 100 м над рівнем моря і є також найвищою точкою всього Брюссельського столичного регіону. У найвищий точці комуни 1935 року було збудовано церкву святого Августина. Координати найвищої точки — 50°49′1.07″ пн. ш. 4°20′10.84″ сх. д. / 50.8169639° пн. ш. 4.3363444° сх. д.
Комуна Форе межує з комунами Брюссельського столичного регіону Андерлехт, Сен-Жіль, Іксель, Уккел і на півдні — з комуною Фламандського регіону Дрогенбос.

## Історія

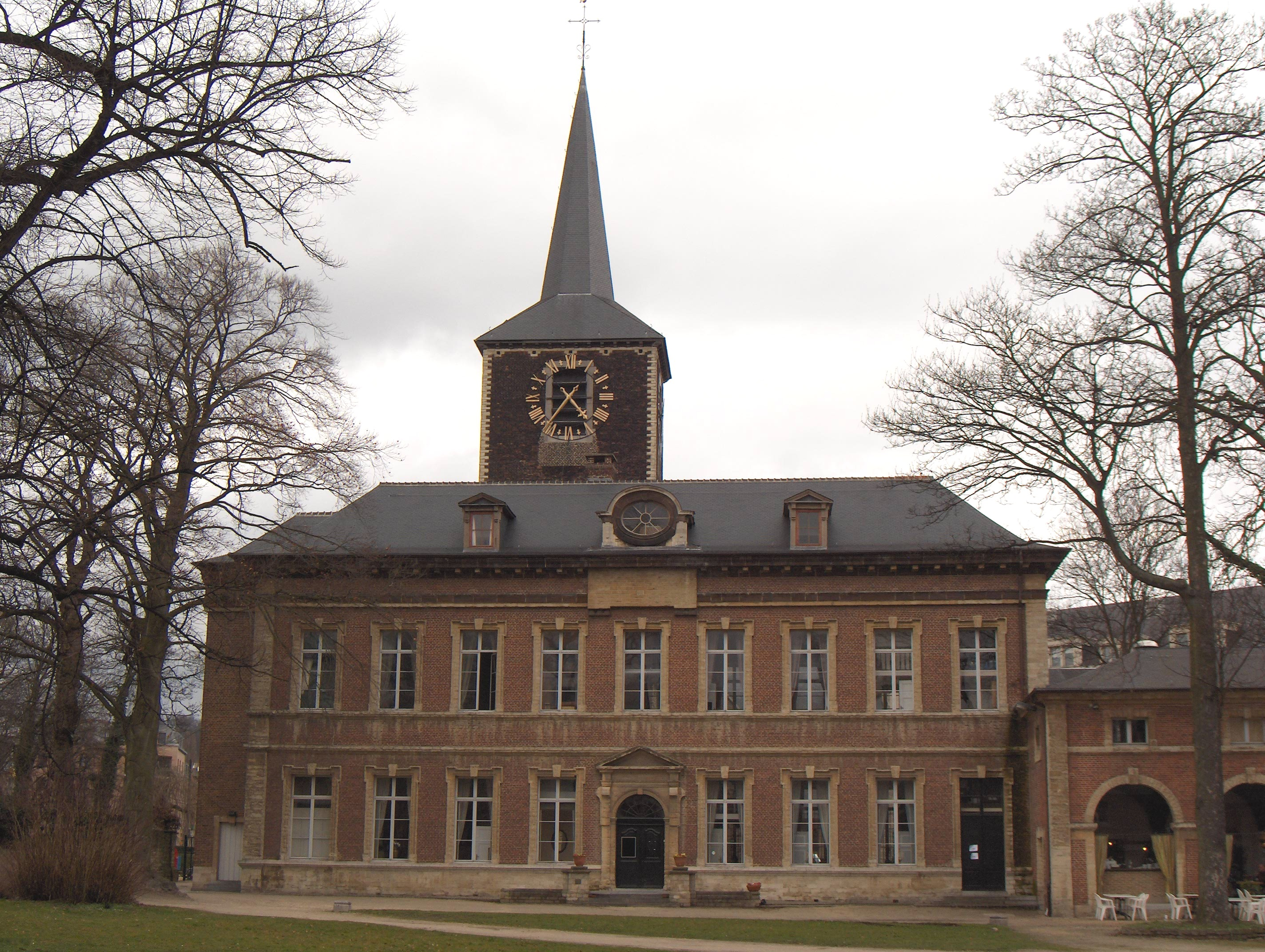
Жіночий монастир, біля якого виникло село Форе. Будівлі XVIII століття. Закритий у 1797 році.

Історія комуни Форе бере свій початок у ХІІ столітті, коли такий собі Гілберт (Gilbertus), син Болдвіна з Алсту, перед тим як вирушити у хрестовий похід попрохав голову абатства Афлінгему Фулгенса збудувати монастир для його матері й сестри, де вони разом з іншими жінками проживали б під час відсутності солдатів, що вирушили у хрестовий похід.
Монастир було збудовано 1105 року у долині річки Сенни у Суаньському лісі, на територіях, що належали герцогу Брабанту й називалися Ворстбос. Монастир належав бенедиктинцям.
З часом біля монастиря виникли селянські господарства, які й утворли тут спочатку невеличкий хутір, а потім село. 1213 року почалися процеси з унезалежнення монастиря. 1238 року абатиса монастиря отримала від герцога Брабанту повну судову й фінансову владу в межах Ворстума. 1245 року тутешній монастир став незалежним від Аффінгемського абатства. У XVIII столітті монастир був зруйнований під час пожежі і знову відбудований у 1764—1765 роках. Архітектором нових споруд монастиря був Лоран-Бенуа Девез (фр. Laurent-Benoît Dewez). 1797 року монастир було закрито, коли були відмінені всі чернечі ордени.
З 1394 року село входило до складу так званого «брюссельського казана» (фламандською Kuype van Brussel, нід. Kuip van Brussel, фр. Cuve de Bruxelles) — було тісно пов'язане з Брюсселем у адміністративних, судових і податкових питаннях.
Довгий час територія сучасної комуни залишалася вкритою лісом. 1831 року населення комуни становило лише 993 людини, 1900 року воно становило 6099 людей.

Форе на карті Брюсельського столичного регіону.

## Населення
- 1831 рік — 993 людини,[4]
- 1900 рік — 6099 чоловік,[4]
- 1910 рік — 24233 людини.[4]

| Рік | 1990  | 1995  | 2000  | 2005  | 2007  | 2008  | 2009  | 2010  | 2011  |
| --- | ----- | ----- | ----- | ----- | ----- | ----- | ----- | ----- | ----- |
| Населення | 47178 | 45577 | 45555 | 47555 | 47719 | 48906 | 49757 | 50258 | 51838 |
| Джерело: Населення Бельгії у 1990—2011 роках. на сайті Головної дирекції статистики і економічної інформації уряду Бельгії. |       |       |       |       |       |       |       |       |       |

В комуні за даними на 1 січня 2011 року проживало 51838 чоловік, з яких 35604 людини або 68,68 % населення були бельгійського походження і 16234 або 31,32 % — іноземцями, з яких 10625 чоловік походили з країн Євросоюзу, 5609 — з інших країн світу. Загалом в комуні проживали вихідці з приблизно 140 країн. З всіх іноземців 31 людина мала статус політичних біженців.
| Країна походження | Населення |
| ----------------- | --------- |
| Бельгія           | 34710     |
| Марокко           | 2574      |
| Франція           | 1593      |
| Італія            | 2181      |
| Іспанія           | 1452      |
| Португалія        | 1240      |
| Туреччина         | 93        |
| Інші              | 3391      |
| Разом             | 47234     |

| Країна походження | Населення |
| ----------------- | --------- |
| Бельгія           | 35090     |
| Марокко           | 2313      |
| Франція           | 1978      |
| Італія            | 1829      |
| Іспанія           | 1262      |
| Португалія        | 1367      |
| Польща            | 912       |
| Конго             | 293       |
| Греція            | 386       |
| Румунія           | 363       |
| Інші              | 3114      |
| Разом             | 48906     |

| Країна походження | Населення |
| ----------------- | --------- |
| Бельгія           | 35604     |
| Марокко           | 2342      |
| Франція           | 2333      |
| Італія            | 1829      |
| Іспанія           | 1335      |
| Португалія        | 1541      |
| Україна           | 37        |
| Німеччина         | 264       |
| Велика Британія   | 242       |
| Греція            | 317       |
| Румунія           | 680       |
| Нідерланди        | 290       |
| Польща            | 1372      |
| Китай             | 101       |
| Камерун           | 161       |
| Конго             | 331       |
| Алжир             | 176       |
| Бразилія          | 349       |
| Еквадор           | 140       |
| Інші              | 2394      |
| Разом             | 51838     |

## Визначні місцевості

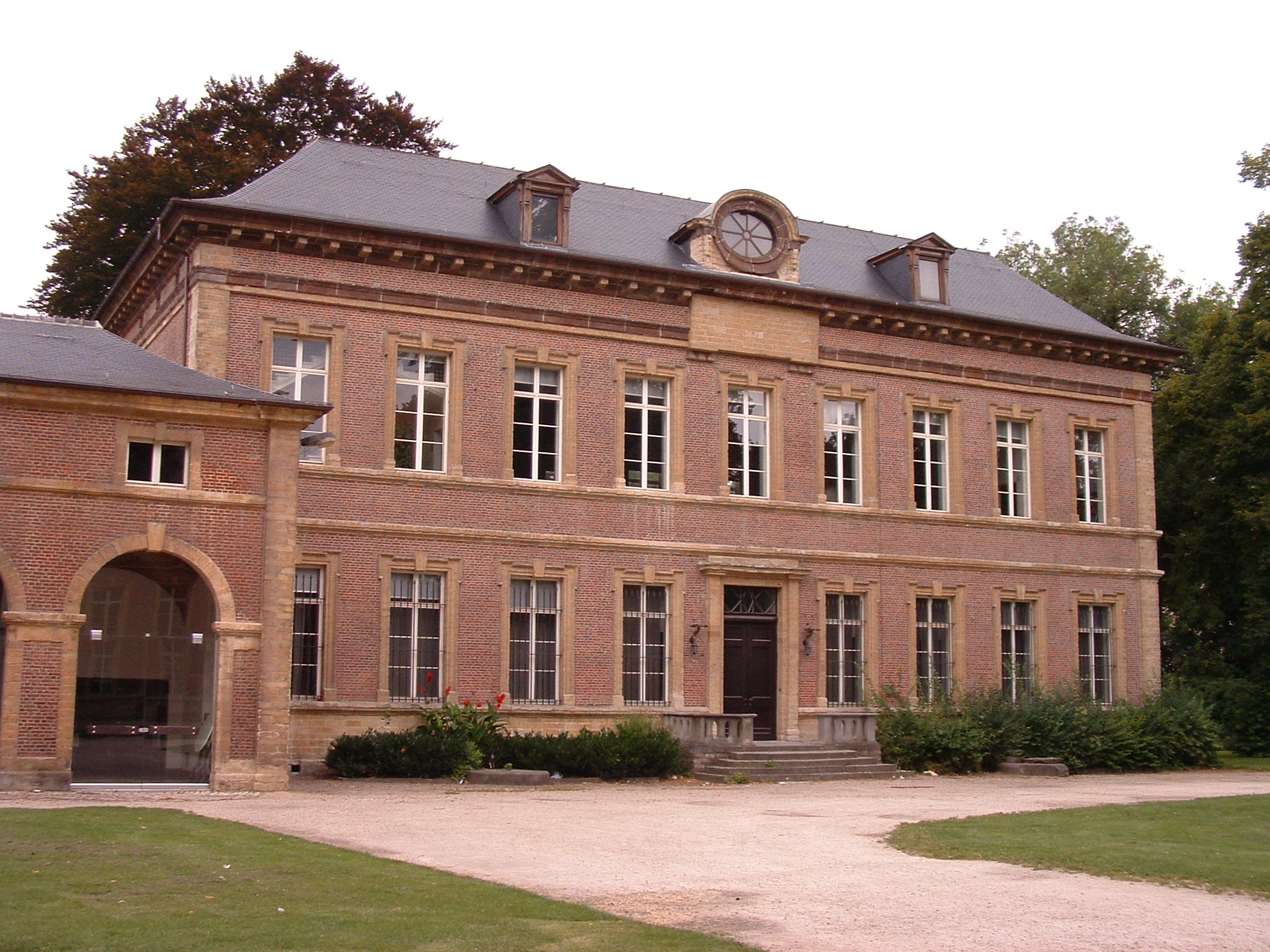
Абатство Форе.

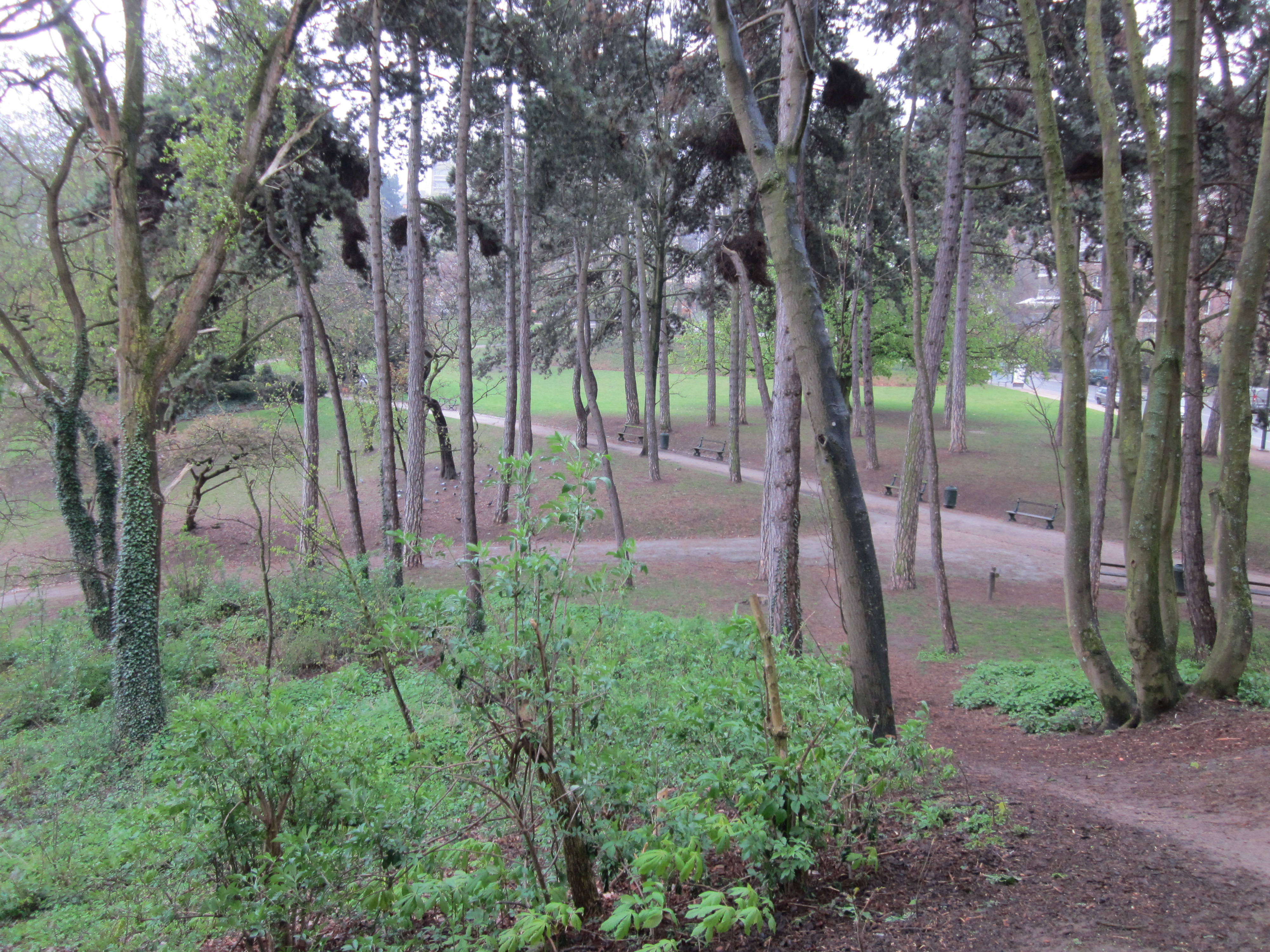
Парк Форе.

- Абатство Форе — комплекс будівель жіночого монастиря, закритого 1797 року. Архітектор Лоран-Бенуа Девез (фр. Laurent-Benoît Dewez[fr]).
- Церква святого Августина (фр. Église Saint-Augustin de Bruxelles[fr]), координати 50°49′1.07″ пн. ш. 4°20′10.84″ сх. д. / 50.8169639° пн. ш. 4.3363444° сх. д. — церква, розташована на найвищій точці комуни. Названа на честь святого Августина.
- Парк Дуден (фр. Parc Duden[fr], нід. Dudenpark[nl]), координати 50°49′ пн. ш. 4°20′ сх. д. / 50.817° пн. ш. 4.333° сх. д. — парк, розташований в східній частині комуни, на правому березі річки Сенни, на схилі пагорба — найнажча точка парку розташована на висоті 55 м над рівнем моря, найвища — на висоті 90 м над рівнем моря. Площа парку — 24 га. Парк являє собою ділянку лісу, передану німецьким бізнесменом Вільгельмом Дуденом королю Леопольду 1895 року. 1911 року ділянка лісу була куплена містом, парк відкрито 1912 року.
- Парк Форе (фр. Parc de Forest[fr], нід. Park van Vorst[nl]), координати 50°49′21″ пн. ш. 4°20′13″ сх. д. / 50.82250° пн. ш. 4.33694° сх. д. — парк на півночі комуни, на правому березі річки Сенни, межує з комуною Сен-Жіль. Площа — 13 га. Південніше парку Фурке розташований парк Дуден. Більшу частину парку займають газони. Парк було закладено 1875 року і його будівництво фінансувалося особисто королем Леопольдом ІІ. Парк було відкрито 1882 року під назвою Парк-ду-Міді (фр. Parc du Midi). 1913 року парк отримав свою сучасну назву.

## Видатні жителі
- Стюарт Меррілл, американський поет (1863—1915)
- Жан Дельвіль — художник, письменник та окультист (1867—1953)
- Поль ван ден Буйнантс — колишній прем'єр-міністр Бельгії (1919—2001)
- Раймон Гутгалс — футбольний тренер (1921—2004)